# Güternahverkehr (Österreich)
Güternahverkehr laut Güterbeförderungsgesetz wurde bis 1991 der Transport im Umkreis von 65 km mit LKW über 3,5 t bezeichnet. Alles, was darüber lag, wurde als Güterfernverkehr bezeichnet.
Es war dazu eine eigene Konzession notwendig, diese Transporte durchzuführen. 
Im Zuge der EU-Anpassung der Gesetze wurde dieser Begriff in den Gesetzen gestrichen. Umgangssprachlich wird er aber weiterhin verwendet.
Seitdem gibt es nur die Begriffe innerstaatlicher Güterverkehr und grenzüberschreitenden Güterverkehr
Siehe auch: Güterverkehr